# Hyperolius ocellatus
Hyperolius ocellatus es una especie de anfibios de la familia Hyperoliidae.
Habita en Angola, Camerún, República Centroafricana, República del Congo, República Democrática del Congo, Guinea Ecuatorial, Gabón, Nigeria, Uganda y posiblemente Ruanda.
Su hábitat natural incluye bosques tropicales o subtropicales secos y a baja altitud, ríos, marismas intermitentes de agua dulce, nacientes, jardines rurales, zonas previamente boscosas ahora degradadas, estanques y canales y diques.